# Scuticaria itirapinensis
Scuticaria itirapinensis är en orkidéart som beskrevs av Guido Frederico João Pabst. Scuticaria itirapinensis ingår i släktet Scuticaria och familjen orkidéer. Inga underarter finns listade i Catalogue of Life.